# Том Ґріндберґ
Том Ґріндберґ (англ. Tom Grindberg; нар. 3 листопада 1961) — британський ілюстратор коміксів. Його робота над британськими коміксами включає 2000 AD Presents № 16-19 і Суддя Дред № 10-11 для Fleetway у 1987 році.
Серед його перших робіт у коміксах DC Comics була ілюстрація до «Привілей», п'ятисторінкового оповідання в DC New Talent Showcase № 12 (грудень 1984), антологічної серії, призначеної для надання роботи художникам-початківцям, які не мали регулярного призначення. Інші роботи Ґріндберга в DC включають роботу над Видовищні комікси (Action Comics), Пригоди Суперемена (Adventures of Superman), Аквамен (Aquaman), Азраель (Azrael), Детективний комікс (Detective Comics), Бетмен (Batman), Капітан Атом (Captain Atom), Вогняний шторм ядерної людини (Firestorm the Nuclear Man), Зелений ліхтар (Green Lantern), Яструб і голуб (Hawk and Dove), Шахмати (Checkmate) та Йон (Ion).
Його робота над Marvel Comics включає Marvel Comics Presents, Срібний Серфер, Шибайголова, а також роботу над кількома книгами про Конана Варвара, зокрема про Конана, Сагу про Конана, Дикуна Конана та Дикий меч Конана.
Ґріндберґ написав олівцем і чорнилом комікс Doom 1996 року, а також працював над Solar для Valiant Comics у 1995 році з письменником Деном Юргенсом.

### DC
- Екшн-комікси (Примарний незнайомець) № 613-614; (Супермен) № 749, 757 (1988, 1998)
- Аквамен № 1.000.000 (1998)
- Азраель № 20 (1996)
- Бетмен № 484-485 (1998–99)
- Бетмен: Наречена демона, графічний роман (1990)
- Бетмен: Зухвала жінка-кішка, графічний роман (1992)
- Капітан Атом № 34 (1989)
- Шахмати № 27-29 (1990)
- Дезстроук № 58 (1996)
- Детективний комікс щорічник № 4 (1991)
- Таємничий дім Ельвіри № 1, 5–6, 11 (1986–87)
- Підпалювач № 6 (1996)
- Вогняна буря, вип. 2, № 80-85 (1988–89)
- Флеш & Зелений Ліхтар: Хоробрі та сміливі, міні-серіал, № 4 (2000)
- Зелений Ліхтар, вип. 3, № 82, 87, 93; 80-сторінковий гігант № 1; Щорічник № 4 (1997–98)
- Ґай Ґарднер: Воїн (разом з Марком Кампосом) (1996)
- Яструб і голуб № 25-26 (1991)
- Йон № 5-6 (2006)
- Нова презентація талантів № 7, 11-12, 17 (1984–85)
- Нові титани Щорічник № 6-7 (1990–91)
- Аутсайдери, вип. 3, № 37 (2006)
- Таємне походження № 9, 12 (1986–87)
- Суверенна сімка № 35 (1998)
- Супербой Щорічник № 4 (1997)
- Супердівчина / Юні титани: Double-Shot (1998)
- Супермен № 563, 570 (1998–99)
- Супермен, вип. 2, № 140, 147, Щорічник № 8 (1996–99)
- Супермен: Людина зі сталі № 84, 92 (1998–99)
- Титани-підлітки Щорічник № 1 (серед інших виконавців) (2006)

### Marvel
- Месники № 379 (1994)
- Космічні сили № 5 (1994)
- Шибайголова № 333-337 (1994–95)
- Справедливість № 12-13 (1987)
- Marvel Comics Presents (Shang-Chi) #1-8 (1988)
- Marvel Holiday Special 1992—1993
- Marvel Team-Up, том. 2, (Людина-павук) № 5 (1998)
- Каратель: Привиди невинних, міні-серіал, № 1-2 (1993)
- Дикий меч Конана № 149 (1988)
- Захисники № 9-14 (1993–94)
- Срібний серфер і дика зграя № 11-12 (1993)
- Срібний серфер, вип. 3, № 84, 93-94, 100—102, 104—109, 111—116, Щорічник № 7 (1993-96)
- Людина-павук 2099 № 14, 25, Щорічник № 1 (1993–94)
- Людина-павук Team-Up № 2 (1996)
- Зоряний шлях: глибокий космос дев'ять № 1 (1996)
- Tор Щорічник № 18 (1993)
- Веном (1996)
- Ворлок і Годинник нескінченності № 16-17, 19, 21, 23, 24, 26-27 (1993–94)
- А якщо? (Шибайголова) № 73 (1995)
- X-Factor Щорічник № 2 (1987)

### Valiant Comics
Солар № 51-54 (1995)

### Рольові ігри
- Конан: Пригоди в епоху, про яку ми не мріяли (2016, Modiphius Entertainment, ілюстрації на внутрішніх сторінках Тома Ґріндберга тощо)

### Інші видавництва
- Броня № 1-4 (Continuity, 1985–88)
- Тарзан (Edgar Rice Burroughs, Inc., 2012-поточний час)